# CIDSE

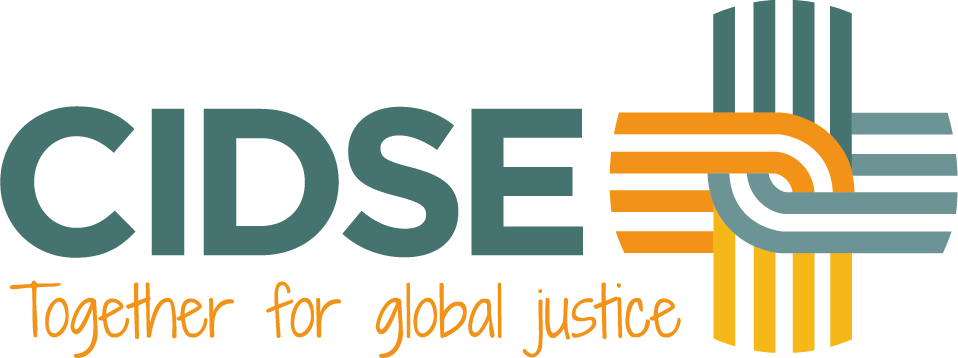
Logo de CIDISE

CIDSE, abreviatura de "Coopération Internationale verter le Développement et la Solidarité" (en francés "Cooperación Internacional para el Desarrollo y la Solidaridad"), es una organización paraguas para agencias católicas de desarrollo de Europa y América del Norte.

## Afiliación
CIDSE actualmente tiene 18 organizaciones miembro de Europa y América del Norte. CIDSE también trabaja dentro de un grupo diverso de alianzas y coaliciones más amplias, como la Red de Acción por el Clima (Climate Action Network), CONCORDIA y el Movimiento Católico del Clima Global.
| País               | Nombre                                                  |
| ------------------ | ------------------------------------------------------- |
| Bélgica            | Broederlijk Delen                                       |
| Inglaterra / Gales | CAFOD                                                   |
| Francia            | CCFD - Terre Solidaire                                  |
| EE.UU              | Maryknoll Oficina para Preocupaciones Globales          |
| Holanda            | Cordaid                                                 |
| Canadá             | Paz &amp; de desarrollo                                 |
| Bélgica            | Entraide et Fraternité                                  |
| Eslovaquia         | eRko                                                    |
| Suiza              | Fastenopfer                                             |
| Portugal           | Fundação Fé e Cooperação (FEC)                          |
| Italia             | FOCSIV                                                  |
| Luxemburgo         | Partage.lu (Anteriormente Fondation Bridderlech Deelen) |
| Austria            | KOO                                                     |
| España             | Manos Unidas                                            |
| Alemania           | MISEREOR                                                |
| Escocia            | SCIAF                                                   |
| Irlanda            | Trócaire                                                |
| Holanda            | Vastenactie                                             |